# Willy Katzenstein

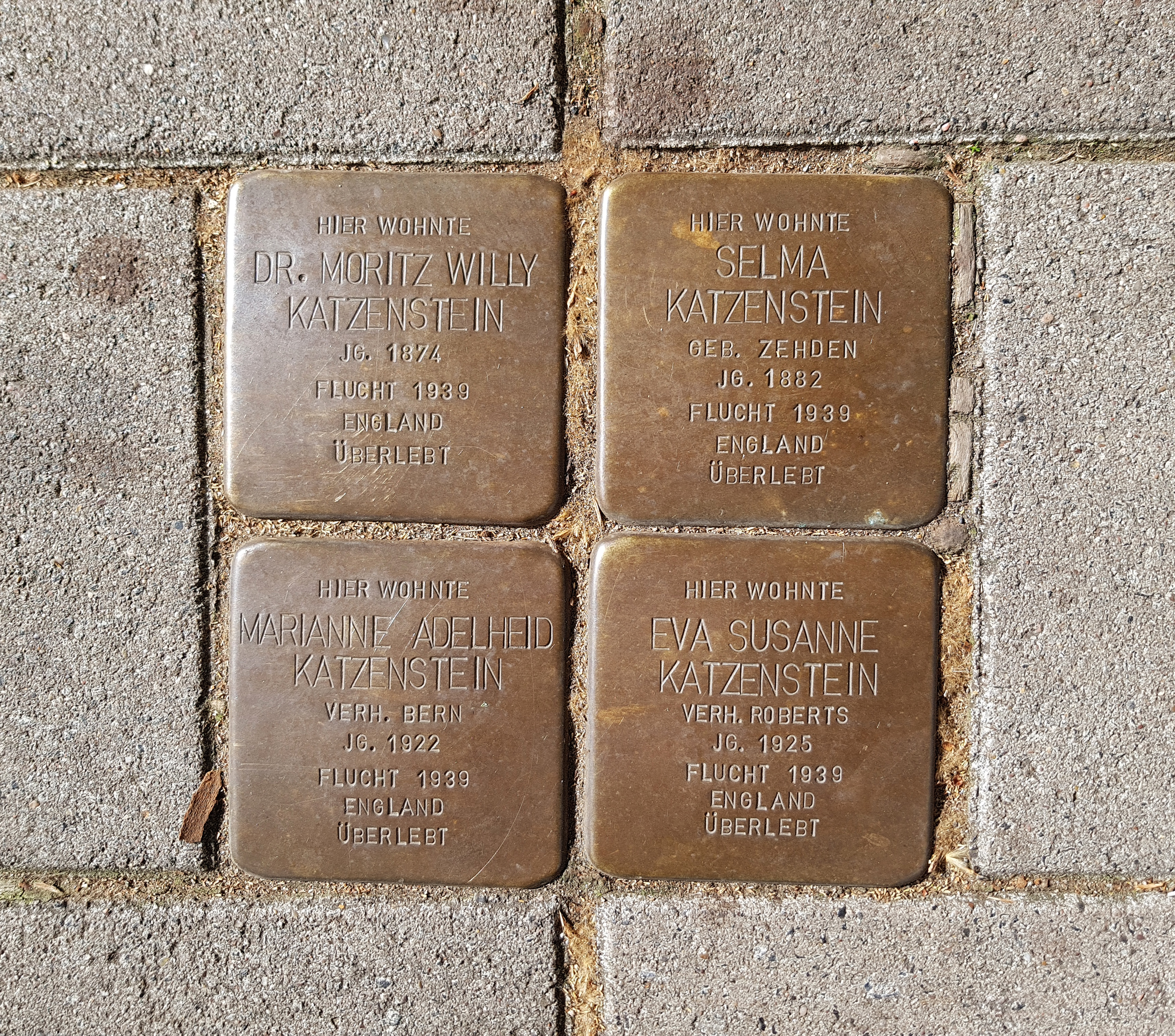
Stolpersteine für Willy Katzenstein und seine Familie vom 29. Oktober 2013

Moritz Willy Katzenstein (* 12. September 1874 in Bielefeld; † 8. April 1951 in London) war ein deutscher Rechtsanwalt, leitende Persönlichkeit des liberalen Judentums in Westfalen und Politiker der Deutschen Demokratischen Partei (DDP).

## Leben
Willy Katzenstein studierte Rechtswissenschaften und wurde 1897 zum Dr. jur. promoviert. Danach wurde er in Bielefeld als Rechtsanwalt und Notar tätig. Hier engagierte er sich auch politisch für die liberale Deutsche Demokratische Partei im Magistrat. Er war Provinzialvorsitzender der DDP. 1920 wurde er für den Wahlkreis Stadt Bielefeld in den Provinziallandtag der Provinz Westfalen gewählt.
Nach dem Tod seines Onkels, des Bankiers und langjährigen Vorsitzenden der jüdischen Gemeinde Moritz Katzenstein, wurde er 1908 zu dessen Nachfolger im Leitungsausschuss des Verbandes der Synagogengemeinden Westfalens und am 17. Januar 1933 zum Vorsteher der jüdischen Gemeinde Bielefeld gewählt. Aufgrund seines jüdischen Glaubens wurde er nach der Machtergreifung der Nationalsozialisten verfolgt.
Im Mai 1939 konnte er seine beiden Töchter Marianne und Eva mit einem Kindertransport nach England in Sicherheit bringen. Das Ehepaar Katzenstein folgte seinen Kindern etwa drei Wochen später in das Londoner Exil.
Mit der Emigration von Katzenstein und Rabbiner Hans Kronheim, der zur gleichen Zeit in die USA auswanderte, verlor die jüdische Gemeinde Bielefeld im Frühjahr 1939 ihre hochqualifizierte tatkräftige Doppelspitze.

## Erinnerung
Seit Oktober 2013 erinnern in der Bielefelder Viktoriastraße 24 vier Stolpersteine an die Familie Katzenstein. Zur Verlegung waren Familienmitglieder aus den USA, London und Berlin angereist, darunter auch die 88-jährige Eva Roberts geb. Katzenstein: Als wir bei der Ausreise über die holländische Grenze waren, sind wir vor Erleichterung aufgesprungen und haben gerufen: Wir sind raus.
2024 wurde seine Autobiographie (inklusive des Kriegstagebuches) veröffentlicht. Es handelt sich um die Periode 1914–1939. Das Buch wurde eingeleitet und kommentiert von Johannes Altenberend.

## Veröffentlichungen
- Ist die liberale [jüdische] Vereinigung auf dem richtigen Wege? In: Liberales Judentum. Monatsschrift für die religiösen Interessen des Judentums, 1. Jg., 1909, Nr. 13, S. 297–302. Abgerufen am 2. Mai 2019.
- Taufjudentum und Antisemitismus. In: Liberales Judentum. Monatsschrift für die religiösen Interessen des Judentums, Jg. 1914, Nr. 6/7, S. 131–134. Abgerufen am 16. Mai 2019.
- Ghetto, Emanzipation und jüdische Gegenwart. In: CV-Zeitung. 1. März 1934, abgerufen am 30. April 2019.
- Ein Wort zum inneren Neubau. In: Jüdische allgemeine Zeitung. 23. Januar 1935, abgerufen am 30. April 2019.
- Sind jüdische Gruppensiedlungen [im Ausland] möglich? In: Jüdische Wohlfahrtspflege und Sozialpolitik, August 1938, S. 122. Abgerufen am 16. Mai 2019.